# Campionati europei di atletica leggera indoor 2019 - Getto del peso femminile
La competizione di getto del peso femminile dei campionati europei di atletica leggera indoor 2019 si svolta dal 1° al 3 marzo 2019 al Commonwealth Arena and Sir Chris Hoy Velodrome di Glasgow.

## Risultati

### Qualificazioni
| Pos. | Atleta               | Nazione       | Lanci | Lanci | Lanci | Misura | Note                                     |
| Pos. | Atleta               | Nazione       | 1°    | 2°    | 3°    | Misura | Note                                     |
| ---- | -------------------- | ------------- | ----- | ----- | ----- | ------ | ---------------------------------------- |
| 1    | Christina Schwanitz  | Germania      | 19.09 |       |       | 19.09  | Q                                        |
| 2    | Radoslava Mavrodieva | Bulgaria      | 18.85 |       |       | 18.85  | Q                                        |
| 3    | Alëna Dubickaja      | Bielorussia   | 18.17 | 18.68 |       | 18.68  | Q                                        |
| 4    | Klaudia Kardasz      | Polonia       | 17.35 | 17.13 | 18.63 | 18.63  | Q                                        |
| 5    | Sara Gambetta        | Germania      | 18.17 | x     | 16.93 | 18.17  | q                                        |
| 6    | Alina Kenzel         | Germania      | 17.63 | 18.09 | x     | 18.09  | q                                        |
| 7    | Anita Márton         | Ungheria      | 18.05 | 17.79 | x     | 18.05  | q                                        |
| 8    | Fanny Roos           | Svezia        | 17.79 | x     | 17.60 | 17.79  | q                                        |
| 9    | Dimitriana Surdu     | Moldavia      | 17.19 | 17.65 | x     | 17.65  |                                          |
| 10   | Sophie McKinna       | Gran Bretagna | 16.85 | 17.09 | 17.18 | 17.18  |                                          |
| 11   | Viktoryja Kolb       | Bielorussia   | 16.93 | 17.11 | 16.88 | 17.11  |                                          |
| 12   | Alena Abramčuk       | Bielorussia   | 16.92 | x     | x     | 16.92  |                                          |
| 13   | Ol'ha Holodna        | Ucraina       | 16.07 | 15.83 | 16.91 | 16.91  | Miglior prestazione personale stagionale |
| 14   | Amelia Strickler     | Gran Bretagna | x     | 16.81 | 16.26 | 16.81  |                                          |
| 15   | Emel Dereli          | Turchia       | 16.79 | x     | x     | 16.79  |                                          |
| 16   | Frida Åkerström      | Svezia        | 16.52 | x     | 15.81 | 16.52  |                                          |
| 17   | Úrsula Ruiz          | Spagna        | x     | 16.34 | 16.41 | 16.41  |                                          |

### Finale
| Pos. | Atleta               | Nazione     | Lanci | Lanci | Lanci | Lanci | Lanci | Lanci | Misura | Note                                     |
| Pos. | Atleta               | Nazione     | 1°    | 2°    | 3°    | 4°    | 5°    | 6°    | Misura | Note                                     |
| ---- | -------------------- | ----------- | ----- | ----- | ----- | ----- | ----- | ----- | ------ | ---------------------------------------- |
| 1    | Radoslava Mavrodieva | Bulgaria    | 18.74 | 18.49 | 18.60 | 19.01 | 19.12 | 18.96 | 19.12  | Miglior prestazione personale            |
| 2    | Christina Schwanitz  | Germania    | 18.77 | 18.67 | 19.11 | x     | x     | 18.83 | 19.11  |                                          |
| 3    | Anita Márton         | Ungheria    | 18.37 | 18.25 | 19.00 | 18.68 | 18.45 | 18.61 | 19.00  | Miglior prestazione personale stagionale |
| 4    | Alëna Dubickaja      | Bielorussia | 17.61 | 18.44 | 18.01 | 18.71 | 18.43 | 17.97 | 18.71  |                                          |
| 5    | Klaudia Kardasz      | Polonia     | 18.17 | 18.23 | 17.89 | 18.20 | 17.75 | x     | 18.23  |                                          |
| 6    | Fanny Roos           | Svezia      | 18.21 | 18.10 | x     | x     | x     | 17.64 | 18.21  |                                          |
| 7    | Sara Gambetta        | Germania    | 17.60 | x     | 17.51 | x     | x     | x     | 17.60  |                                          |
| 8    | Alina Kenzel         | Germania    | 17.55 | 17.35 | x     | x     | x     | x     | 17.55  |                                          |